# 주프라주

주프라주

주프라주(아랍어: الجفرة)는 리비아 중부에 있는 주로, 주도는 훈이며 면적은 117,410km2, 인구는 52,342명(2006년 기준)이다.